# 이기운
이기운(1997년 2월 15일 ~ )은 대한민국의 축구 선수로, 포지션은 센터백이다. 현재 K4리그 거제시민축구단 소속이다.

## 클럽 경력
이기운은 단국대학교 축구부 출신으로, K리그1 2020 시즌을 앞두고 울산 현대와 프로 계약을 체결하였다.
2020 시즌 후, 자유계약으로 풀린 이기운은 울산시민축구단으로 이적하였다.
2021 시즌 후, 거제시민축구단으로 이적하였다.